# モリーナ・アテルノ
モリーナ・アテルノ（イタリア語: Molina Aterno）は、イタリア共和国アブルッツォ州ラクイラ県にある、人口約400人の基礎自治体（コムーネ）。

## 地理

### 位置・広がり

#### 隣接コムーネ
隣接するコムーネは以下の通り。
- アッチャーノ
- カステルヴェッキオ・スベークオ
- ライアーノ
- サン・ベネデット・イン・ペリッリス
- セチナーロ
- ヴィットリート